# Senado de Bélgica
El Senado de Bélgica constituye junto con la Cámara de Representantes una de las dos cámaras del Parlamento Federal belga con sede en el Palacio de la Nación. Es considerada la Cámara alta del Parlamento Federal.

## Historia
El Senado fue establecido por la Constitución de 1831, en el marco de una monarquía constitucional y parlamentaria. Desde su creación, ha sufrido varias transformaciones significativas a través de sucesivas reformas del Estado. 
En su configuración original, el Senado era una cámara alta tradicional, inspirada en modelos bicamerales liberales del siglo XIX. Estaba compuesto por miembros nombrados y elegidos, con criterios censitarios (basados en riqueza) para ser elector o candidato. Su función principal era actuar como contrapeso a la Cámara de Representantes, con un papel legislativo similar.
A partir de la década de 1970, Bélgica inició un proceso de federalización progresiva del Estado, lo que tuvo un profundo impacto en la estructura del Senado:
- Primera reforma del Estado (1970): Introducción del concepto de comunidades y regiones. El Senado comenzó a asumir un rol en el proceso de articulación de estas nuevas entidades.
- Reformas de 1980 y 1988–89: Se reforzó la autonomía de las entidades federadas. El Senado mantuvo un papel representativo, aunque su influencia comenzó a declinar frente a la Cámara de Representantes.
- Reforma de 1993 (Cuarta reforma del Estado): Bélgica se convirtió formalmente en un Estado federal. El Senado pasó a representar también a las entidades federadas, incorporando senadores designados por los parlamentos de comunidades y regiones.
- Sexta reforma del Estado (2014): Supuso la transformación más radical del Senado. Desde entonces, dejó de ser una cámara legislativa ordinaria. Su número de miembros se redujo a 60, todos designados indirectamente. Su papel se limita a ciertas leyes institucionales y al diálogo entre niveles de gobierno.

## Composición
El Senado de Bélgica se compone de 60 miembros. Desde el año 2014 la elección de sus miembros compete exclusivamente a los gobiernos de las entidades regionales y/o lingüísticas, correspondiendo 50 miembros elegidos directamente por ellas (29 por el gobierno flamenco, 20 por la comunidad francófona y 1 por la comunidad germanófona) y 10 designados por los propios senadores (6 flamencos y 4 valones). 
Hasta entonces, se ensayaron diversos medios de elección, desde la elección popular, la designación por los consejos provinciales y una combinación entre estos y el sistema actual.

## Competencias
Antes de la revisión constitucional de 1993, la Cámara y el Senado tenían los mismos poderes y las leyes debían ser votadas y adoptadas en cada una de ellas. A partir de ese año dejó de ser así.
Entre sus funciones se encuentran:
- Foro de diálogo entre las entidades federadas: El Senado actúa como un espacio de concertación y reflexión sobre las relaciones entre el Estado federal, las comunidades y las regiones. Tiene la misión de fomentar el entendimiento mutuo y la cooperación entre los diferentes niveles de gobierno.
- Revisión constitucional y leyes especiales: El Senado participa en la adopción de reformas constitucionales y de leyes especiales que requieren una mayoría reforzada. En estos casos, su aprobación es obligatoria y tiene igual peso que la de la Cámara de Representantes.
- Emisión de opiniones: Puede emitir dictámenes y recomendaciones sobre materias de interés institucional, como la organización del Estado, las competencias de las entidades federadas o la cohesión del sistema federal.
- Resolución de conflictos de intereses: El Senado puede intervenir en procedimientos de conciliación en caso de conflicto de intereses entre los niveles de gobierno, contribuyendo así a la estabilidad institucional.

- Participación internacional: El Senado representa a Bélgica en varias asambleas parlamentarias internacionales y mantiene contactos con otros parlamentos en temas relacionados con el federalismo y las competencias institucionales.

## Composición

### Grupos parlamentarios
| Grupo Parlamentario        | Grupo Parlamentario                                                                         | Líder en el Senado      | Escaños |
| -------------------------- | ------------------------------------------------------------------------------------------- | ----------------------- | ------- |
|                            | Nueva Alianza Flamenca Nieuw-Vlaamse Alliantie                                              | Karl Vanlouwe           | 10      |
|                            | Movimiento Reformador Mouvement Réformateur                                                 | Gaëtan Van Goidsenhoven | 9       |
|                            | Interés Flamenco Vlaams Belang                                                              | Klaas Slootmans         | 8       |
|                            | Partido del Trabajo de Bélgica Parti du Travail de Belgique/Partij van de Arbeid van België | Alice Bernard           | 6       |
|                            | Partido Socialista Parti Socialiste                                                         | Anne Lambelin           | 6       |
|                            | Los Comprometidos Les Engagés                                                               | Anne-Catherine Goffinet | 5       |
|                            | Cristiano Demócrata y Flamenco Christen-Democratisch en Vlaams                              | Benjamin Dalle          | 5       |
|                            | Adelante Vooruit                                                                            | Kris Verduyckt          | 4       |
|                            | Ecolo/Verdes Ecolo/Groen                                                                    | Celia Groothedde        | 3       |
|                            | Liberales y Demócratas Flamencos Open Vlaamse Liberalen en Democraten                       | Stephanie D'Hose        | 3       |
| Fuente: Senaat/Sénat/Senat |                                                                                             |                         |         |

### Mesa
| Cargo                  | Titular          | Lista |
| ---------------------- | ---------------- | ----- |
| Presidente             | Vincent Blondel  | LE    |
| Vicepresidente primero | Andries Gryffroy | N-VA  |
| Vicepresidenta segunda | Valérie De Bue   | MR    |

## Composición histórica
| 11  | 34  | 5    | 51  |
| PCB | PSB | Otr. | PSC |

| 5   | 33  | 14 | 54  |
| PCB | PSB | PL | PSC |

| 37  | 5    | 10 | 54  |
| PSB | Otr. | PL | PSC |

| 42  | 4    | 11 | 49  |
| PSB | Otr. | PL | PSC |

| 40  | 3    | 10 | 53  |
| PSB | Otr. | PL | PSC |

| 45  | 3    | 11 | 46  |
| PSB | Otr. | PL | PSC |

| 31  | 8    | 23  | 44  |
| PSB | Otr. | PVV | PSC |

| 33  | 7    | 22  | 29  | 9  | 6   |
| PSB | Otr. | PVV | PSC | VU | VBK |

| 24  | 3    | 15  | 34       | 12 | 6    |
| PSB | Otr. | PVV | CD&V-PSC | VU | DéFI |

| 27  | 3    | 15  | 10  | 27   | 10 | 13   |
| PSB | Otr. | PVV | PSC | CD&V | VU | DéFI |

| 19 | 12  | 4    | 9   | 7   | 11  | 28   | 10 | 6    |
| PS | Vo. | Otr. | PVV | PRL | PSC | CD&V | VU | DéFI |

| 17 | 13  | 4    | 11  | 6   | 12  | 29   | 7  | 7    |
| PS | Vo. | Otr. | PVV | PRL | PSC | CD&V | VU | DéFI |

| 18 | 13  | 10   | 14  | 11  | 8   | 22   | 10 |
| PS | Vo. | Otr. | PVV | PRL | PSC | CD&V | VU |

| 18 | 16  | 5    | 11  | 13  | 10  | 25   | 8  |
| PS | Vo. | Otr. | PVV | PRL | PSC | CD&V | VU |

| 20 | 17  | 7    | 11  | 12  | 9   | 22   | 8  |
| PS | Vo. | Otr. | PVV | PRL | PSC | CD&V | VU |

| 18 | 14  | 6  | 5  | 2  | 13  | 9   | 9   | 20   | 5  | 5  |
| PS | Vo. | EC | GR | O. | PVV | PRL | PSC | CD&V | VU | VB |

| 11 | 9   | 8  | 10  | 9   | 7   | 12   | 5  |
| PS | Vo. | O. | VLD | PRL | PSC | CD&V | VB |

| 10 | 6   | 6     | 5     | 3  | 11  | 9   | 5   | 10   | 6  |
| PS | Vo. | Ecolo | Groen | O. | VLD | PRL | PSC | CD&V | VB |

| 11 | 12  | 8    | 12  | 10 | 9    | 8  |
| PS | Vo. | Otr. | VLD | MR | CD&V | VB |

| 9  | 6   | 5     | 4    | 9   | 10 | 5   | 14        | 8  |
| PS | Vo. | Ecolo | Otr. | VLD | MR | cdH | CD&V-N-VA | VB |

| 13 | 7   | 5     | 6    | 6   | 8  | 7    | 14   | 5  |
| PS | Vo. | Ecolo | Otr. | VLD | MR | CD&V | N-VA | VB |

| 9  | 5   | 9    | 5   | 8  | 4   | 8    | 12   |
| PS | Vo. | Otr. | VLD | MR | cdH | CD&V | N-VA |

| 5   | 7  | 4   | 5     | 4     | 2    | 5   | 7  | 5    | 9    | 7  |
| PTB | PS | Vo. | Ecolo | Groen | Otr. | VLD | MR | CD&V | N-VA | VB |

| 6   | 6  | 4   | 7    | 9  | 5  | 5    | 10   | 8  |
| PTB | PS | Vo. | Otr. | MR | LE | CD&V | N-VA | VB |

a El mínimo para ser representado en la columna de resultados es haber obtenido cuatro escaños o más. Si una formación no alcanza este umbral, será agrupada bajo la categoría de "Otros".